# I'm a Writer Not a Fighter
I'm a Writer Not a Fighter är Gilbert O'Sullivans tredje studioalbum, utgivet i september 1973 på skivbolaget MAM. Albumet är producerat av Gordon Mills.
Albumet nådde Billboard-listans 101:a plats.
På englandslistan nådde albumet 2:e platsen och stannade kvar på listan i 25 veckor.

## Låtlista
Singelplacering i Billboard inom parentes. Placering i England=UK
1. "I'm A Writer Not A Fighter"
2. "A Friend Of Mine"
3. "They've Only Themselves To Blame"
4. "Who Knows Perhaps Maybe"
5. "Where Peaceful Waters Flow"
6. "Ooh Baby" (#25, UK #18)
7. "I've Never Loved You As Much As I Love You Today"
8. "Not In A Million Years"
9. "If You Love Me Like You Love Me"
10. "Get Down" (#7,
11. "A Very Extrordinary Sort Of Girl" (B-sidan till singeln "Get Down")
12. "Good Company" (B-sidan till singeln "Ooh Baby")
13. "Why, Oh Why, Oh Why" (UK #6, singel A-sida))
14. "You Don't Have To Tell Me" (B-sidan till singeln "Why, Oh Why, Oh Why")

Fotnot: Spår 11 - 14 är bonusspår på nyutgåvan som gavs ut på skivbolaget Salvo 2 april 2012.
Samtliga låtar är skrivna av Gilbert O'Sullivan